# Gonomyia (Gonomyia) quaesita
Gonomyia (Gonomyia) quaesita is een tweevleugelige uit de familie steltmuggen (Limoniidae). De soort komt voor in het Neotropisch gebied.